# 罗格·施密特 (足球教练)
罗格·施密特（德語：Roger Schmidt，1967年3月13日—）是一名德国足球教练及机械工程师，曾执教德甲球會勒沃库森和中超球會北京中赫国安。

## 职业生涯
在高中毕业后，施密特完成了工具机械师的职业培训。此后他仍积极参与足球运动，曾先后效力于地区联赛的俱乐部费尔（1995至2002年）和帕德博恩07（1995年以前及2002-03赛季）。与此同时，他还在帕德博恩大学考取了一个侧重于塑料工程的机械工程学位。在接下来的赛季中，施密特加盟了利普施塔特08，其后又转往当时仅处于威斯特法伦足球联赛（第五级别）的德尔布吕克效力。
在代表德尔布吕克作赛达一个赛季之后，施密特于2004-05赛季升任该俱乐部的主教练。他担当此职位直至2007年夏天，期间成功带领球队从威斯特法伦联赛晋升至威斯特法伦高级联赛（第四级），并稳定在该级别的积分榜中游位置。
自2007年7月起，施密特开始执教普鲁士明斯特，这是当时的另外一支高级联赛俱乐部。为了这份工作，施密特放弃了他在汽车零部件供应商本特勒担当工程师的职位，并普鲁士签订了一份为期三年的合同。在首个赛季，他便帮助普鲁士明斯特成功以高级联赛冠军身份晋级西部地区联赛。然而在2010年3月19日，施密特却遭到俱乐部解雇，尽管此时普鲁士明斯特在积分榜中排名第四。
至2011-12赛季，身处德乙的帕德博恩07签下施密特，并将他作为俱乐部原主教练安德雷·舒伯特转投圣保利之后的继任者。在经历了一个成功的赛季（以第五名完赛）后，施密特解除了他与帕德博恩的合同，并前往奥地利加盟萨尔茨堡红牛。
在施密特担当萨尔茨堡红牛主教练的第一年，俱乐部仅获得联赛亚军，尽管积77分和射入91球的成绩已是红牛公司入主俱乐部以来的最高记录。此外，萨尔茨堡红牛也在欧洲冠军联赛资格赛中以作客入球優惠制劣势不敌卢森堡的迪德朗日，无缘欧冠正赛。然而，他的合同还是得到了续签。在2013-14赛季，施密特的球队仅用时28轮便提前夺得奥地利足球冠军。而凭借着33轮过后射入105球的成绩，萨尔茨堡红牛也超过维也纳快速，成为奥地利足球超级联赛历史上单季入球最多的俱乐部。同时，俱乐部在欧洲联赛的征战也获得了成功：他们在分组赛中以全胜战绩获得头名出线，随后又以6比1的总比分淘汰荷兰的阿贾克斯，直至八分之一决赛才被瑞士的巴塞尔所击败。
2014年4月，施密特与德甲俱乐部勒沃库森签署了一份为期两年的合同，他将自2014-15赛季起接替萨沙·莱万多夫斯基担当该俱乐部的主教练。
2016年2月21日，他在被菲利克斯·茨瓦尔罚上看台后仍拒绝离开，前者遂率领裁判组返回更衣室表示抗议，茨瓦尔在执法勒沃库森对阵多特蒙德的比赛期间一度离场长达9分钟，为德甲有史以来的第一次。施密特事后被德国足协处以禁赛5场的处罚，其中2场缓期执行。
2017年7月3日，中超球队北京中赫国安召开新闻发布会，宣布施密特正式上任成为球队的主教练，双方签约两年半。施密特執教期間，北京國安始終高開低走。2019賽季中超，北京國安取得開賽十連勝，斬獲半程冠軍後，下半賽季遭遇三連敗，排名也跌落至第三。2019年7月30日，施密特被北京國安解僱。

## 执教数据
最後更新：2017年7月1日
| 俱乐部       | 自            | 至            | 成绩 | 成绩 | 成绩 | 成绩 | 成绩  | 成绩   |
| 俱乐部       | 自            | 至            | 场   | 胜   | 平   | 负   | 胜%   | 注     |
| ------------ | ------------- | ------------- | ---- | ---- | ---- | ---- | ----- | ------ |
| 德尔布吕克   | 2004年7月1日  | 2007年6月30日 | 99   | 40   | 25   | 34   | 40.40 |        |
| 普鲁士明斯特 | 2007年7月1日  | 2010年3月21日 | 93   | 44   | 28   | 21   | 47.31 |        |
| 帕德博恩07   | 2011年7月1日  | 2012年6月24日 | 36   | 18   | 10   | 8    | 50.00 | [ 14 ] |
| 萨尔茨堡红牛 | 2012年6月24日 | 2014年5月31日 | 57   | 36   | 15   | 6    | 63.16 |        |
| 勒沃库森     | 2014年6月1日  | 2017年3月5日  | 128  | 62   | 29   | 37   | 48.44 | [ 15 ] |
| 北京中赫国安 | 2017年7月3日  | 2019年7月30日 | 65   | 31   | 11   | 17   | 47.69 |        |
| 总计         | 总计          | 总计          | 456  | 218  | 117  | 115  | 47.81 |        |

## 成就
- 奥地利足球冠军：2014年
- 奥地利杯冠军：2014年
- 奥地利年度最佳教练（德语：VdF-Fußballerwahl）：2014年
- 中國足協杯冠軍：2018年